# Cora Du Bois
Pour les articles homonymes, voir Du Bois.
Cora Du Bois, née à New York le 26 octobre 1903 et morte le 7 avril 1991 à Cambridge est une anthropologue américaine. 

## Biographie

### Jeunesse et formation
Cora Alice Du Bois est la fille de Mattie Schreiber Du Bois et de Jean-Du-Bois, immigrants suisses. Elle passe la plupart de son enfance dans le New Jersey, où elle obtient son diplôme de l'école secondaire à Perth Amboy. Elle passe un an à étudier à la bibliothèque publique de New York avant de s'inscrire à Barnard College, et d'obtenir une licence en histoire, en 1927. En 1928, elle est titulaire d'un master en histoire de l'université Columbia.
Encouragée par les cours d'anthropologie enseignés par Ruth Benedict et de Franz Boas à Columbia, Cora Alice Du Bois déménage en Californie pour étudier l'anthropologie avec les spécialistes américains Alfred L. Kroeber et Robert Lowie. Elle soutient sa thèse d'anthropologie à l'université de Californie à Berkeley, en 1932.

### Premiers travaux
En raison des préjugés à l'égard des femmes universitaires, elle ne trouve pas de poste d'enseignante à l'université. Elle reste à Berkeley en tant que chargée d'enseignement et assistante de recherche de 1932 à 1935. Elle dirige les études sur la survie de groupes ethniques de la Californie du nord et du Pacifique nord-ouest, ainsi que sur la tribu Wintu, indiens de la Californie du nord. 
En 1939, elle publie une étude sur un mouvement religieux chez les américains indigènes en Californie des États-Unis sous le titre The 1870 Ghost Dance.
En 1935, Cora Alice Du Bois reçoit une bourse du Conseil national de la recherche américain qui lui permet d'entreprendre une formation clinique et d'explorer les possibilités de collaboration entre l'anthropologie et la psychiatrie. Elle passe six mois au centre de santé mentale du service psychiatrique de l'hôpital de Boston dans le Massachusetts, et six mois à la Société psychanalytique de New York. À New York, elle travaille avec le psychiatre Abram Kardiner, qui devint son mentor, et avec qui elle collabore sur plusieurs projets en croisant diagnostic et étude psychanalytique. Elle enseigne également au Hunter College dans les années 1936-1937, tout en développant un projet de recherche afin d'expérimenter ses nouvelles idées.

### Recherches anthropologiques en Indonésie
De 1937 à 1939, Cora Alice Du Bois mène des recherches sur l'île d'Alor, dans les Indes orientales néerlandaises, en actuelle Indonésie. Elle rassemble des études de cas détaillées, des histoires de vie, des entrevues, et réalise divers tests de personnalité (y compris les tests de Rorschach), qu'elle interprète avec la collaboration d'Abram Kardiner. Elle publie ses recherches sous le titre The People of Alor: A Social-Psychological Study of an East Indian Island, en 1944. L'une de ses principales avancées théoriques dans ce travail est le concept de « structure modale de la personnalité ». Avec cette notion qu'elle avait déjà élaborée au sein de l'école anthropologique Culture and Personality, elle démontre que, bien qu'il existe toujours des variations individuelles au sein d'une culture, chaque culture favorise le développement d'un type particulier ou de types, qui sera plus fréquent au sein d'une même culture. Son travail a fortement influencé les autres psychiatres anthropologues, y compris Robert I. Levy, avec son  étude sur l'ethnographie centrée sur la personne et Melford Spiro.

### Office of Strategic Services
Comme beaucoup d'Américains, spécialistes des sciences sociales, Cora Alice Du Bois s'engage au cours de la Seconde Guerre mondiale au sein de l'Office of Strategic Services.  
En 1944, elle déménage à Ceylan, où elle dirige le service de recherche et d'analyse pour l'état-major de l'armée de l'Asie du Sud-Est. Elle rencontre Jeanne Taylor, elle aussi employée de l'Office of Strategic Services avec qui elle s'installe. 

### Carrière universitaire à Harvard
Après la guerre, elle quitte l'Office of Strategic Services. De 1945 à 1949, elle dirige la branche Asie du Sud-Est du State Department's Office of Intelligence Research. 
En 1950, elle refuse de succéder à Kroeber en tant que chef du département d'anthropologie, à Berkeley, pour ne pas devoir signer le serment de loyauté exigé des universitaires par l'État de Californie durant la Guerre froide (Levering Act). 
Cora Alice Du Bois travaille pour l'Organisation mondiale de la santé en 1950-1951. En 1954, elle accepte un poste à l'université Harvard pour seconder[Quoi ?] la Zimurray Chair au Radcliffe College. Elle est élue membre de l'Académie américaine des arts et des sciences en 1955. Elle est la première femme titulaire au département d'anthropologie de Harvard et la deuxième femme titulaire à la faculté des arts et des sciences de cette même université. Elle mène des recherches entre 1961 et 1967, dans le temple de la ville de Bhubaneswar, dans l'état indien de l'Odisha, où un certain nombre d'étudiants de troisième cycle en anthropologie et en relations sociales mènent des études de terrain.
Cora Alice Du Bois est présidente de l'American Anthropological Association en 1968-69 et de l'Association pour les études asiatiques en 1969-70. Elle est la première femme à accéder à ce titre.
En 1970, elle prend sa retraite académique de l'université Harvard, mais continue à enseigner en tant que professeure émérite à l'université Cornell (1971-1976) et à l'université de Californie à San Diego (1976). Elle meurt à Brookline, dans le Massachusetts[réf. souhaitée], le 7 avril 1991. 
La plupart de ses travaux de recherche et de ses documents personnels sont déposés à la Tozzer Library de Harvard. Certains sont dans la bibliothèque Regenstein à l'Université de Chicago.

### Principaux collaborateurs
- Abram Kardiner, psychiatre
- Ralph Linton, anthropologue

### Étudiants notables
- Jean Briggs, culturels et psychologiques de l'anthropologue, les Inuit Canadiens[8]
- Richard Taub, sociologue
- Richard A. Shweder, anthropologue culturel et culturel psychologue, Orissa

## Publications (sélection)
- (1938) The Feather Cult of the Middle Columbia. Menasha, WI: George Banta Publishing Company.
- (1939) The 1870 Ghost Dance. Berkeley, CA: University of California Press.
- (1944) The people of Alor; a social-psychological study of an East Indian island. With analyses by Abram Kardiner and Emil Oberholzer. Minneapolis: University of Minnesota Press.
- (1959) Social Forces in Southeast Asia. Cambridge, MA: Harvard University Press.
- (1960). The people of Alor; a social-psychological study of an East Indian island. Cambridge: Harvard University Press.